# Metrorail Gauteng

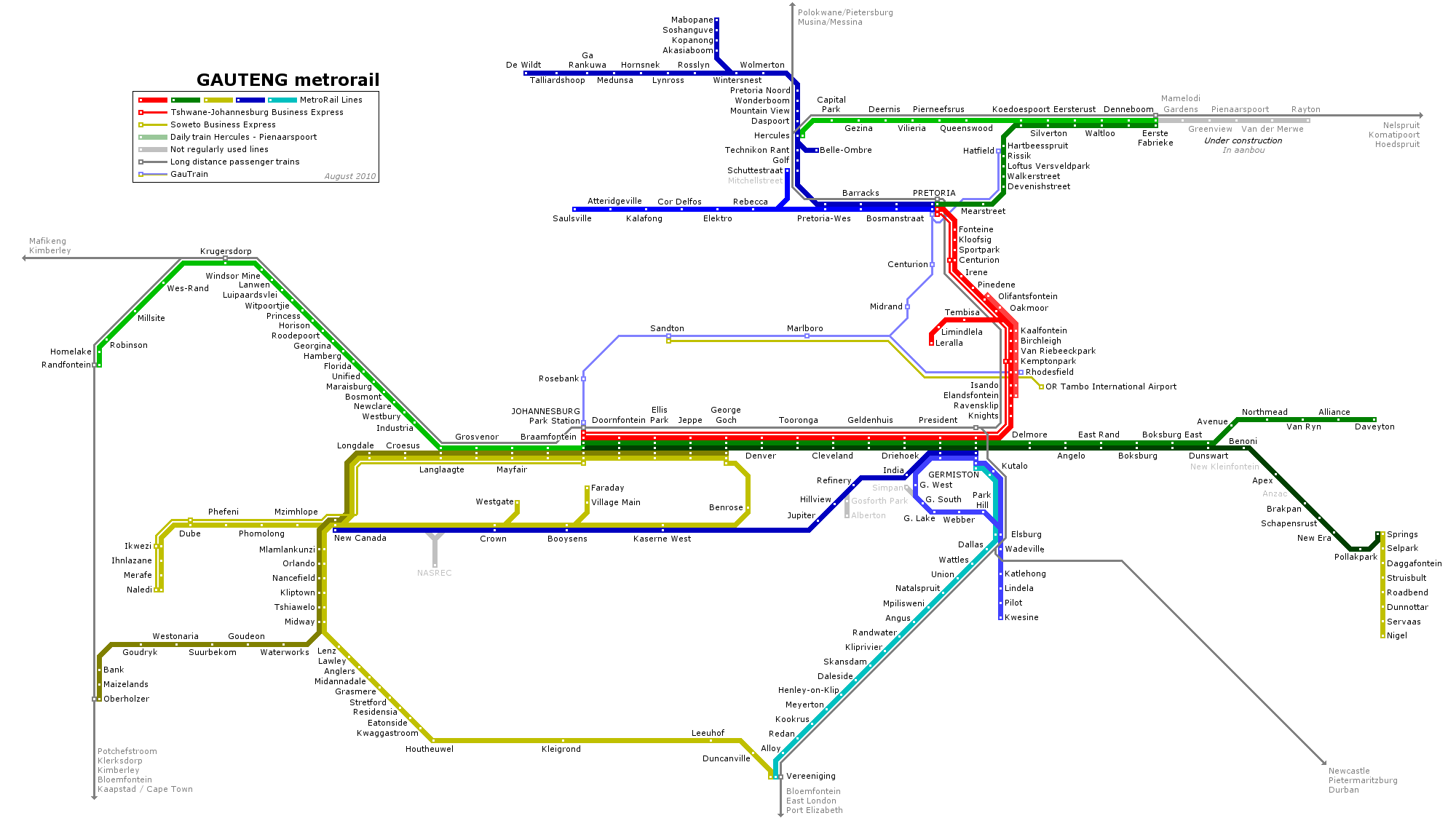
Netzwerkkarte der Metrorail Gauteng aus dem Jahre 2012. Die Züge fahren im Nordwesten von Pretoria bis Pienarspoort. Die Linie nach Nasrac fehlt.

Metrorail Gauteng ist die S-Bahn in der Provinz Gauteng von Südafrika, welche die Gebiete um die Großstädte Johannesburg und Pretoria erschließt. Im Jahr 2016 war das Streckennetz 557 Kilometer lang und bediente 212 Bahnhöfe. Die Züge auf den 16 Linien wurden im Jahr 2009 an einem durchschnittlichen Werktag von 1,16 Millionen Reisende benutzt. Die S-Bahn wird von Metrorail betrieben, einer Tochtergesellschaft von PRASA, dem staatlichen Eisenbahnunternehmen zur Abwicklung des Reiseverkehrs.

## Streckennetz
Die Linien beginnen in den drei Knoten Johannesburg Park Station, Germiston und Pretoria. Sie bedienen die Innenstadt von Johannesburg, East Rand, Soweto, Vereeniging, West Rand, Pretoria und dessen umliegende Vororte im Norden, Westen und Osten. Die nördlichen Vororte und westlichen Vororte von Johannesburg sowie die südöstlichen Vororte von Pretoria werden von der S-Bahn nicht erschlossen. Dazu gehört auch das vom Gautrain bediente südafrikanische Finanzzentrum Sandton sowie das über 300.000 Einwohner zählende Randburg, das keinen Bahnanschluss hat.

### Linien
Metrorail Gauteng betreibt die folgenden Linien:
- Johannesburg–Dunswart–Daveyton, die Germiston, Boksburg und Daveyton bedient
- George Goch–Johannesburg–Naledi, die Soweto bedient
- Germiston–Kliprivier–Vereeniging, die Katlehong, Meyerton und Vereeniging bedient
- Germiston–Kwesine, die Katlehong bedient
- Germiston–New Canada, die das Gebiet südlich vom Johannesburger Stadtzentrum bedient
- Hercules–Capital Park–Pienaarspoort, die Pretoria North und Mamelodi bedient
- Johannesburg–Leralla/Pretoria, die Kempton Park, Tembisa, Centurion und Pretoria bedient
- Johannesburg–Oberholzer, die Orlando in Soweto, Westonaria und Carletonville bedient
- Johannesburg–Randfontein, die Roodepoort, Krugersdorp und Randfontein bedient
- Johannesburg–Springs, die Boksburg, Benoni, Brakpan und Springs bedient
- Johannesburg–New Canada–Vereeniging, die Johannesburg, Orlando in Soweto, Lenasia, Sebokeng und Vereeniging bedient
- Springs–Nigel, die Nigel bedient
- Pretoria/Belle Ombre–De Wildt/Mabopane, die Pretoria North, Ga-Rankuwa und Soshanguve bedient
- Pretoria–Pienaarspoort, die Hatfield und Mamelodi bedient
- Pretoria–Saulsville, die Pretoria West und Atteridgeville bedient
- Johannesburg–Nasrec, die mit vier Zügen pro Tag Nasrec bedient, wo sich das FNB-Stadion befindet

## Geschichte

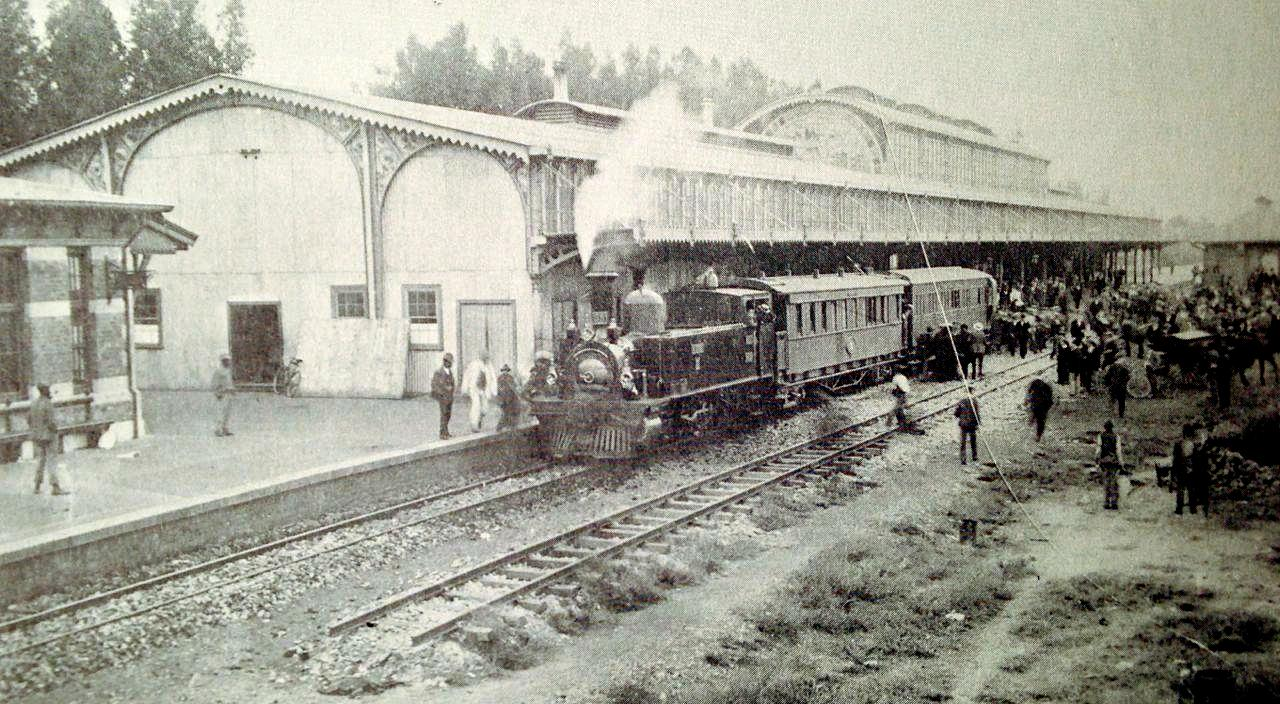
Zug mit Dampflokomotive auf der Rand-Tram-Strecke vor dem überdachten Bahnsteig des Bahnhofs Johannesburg Park

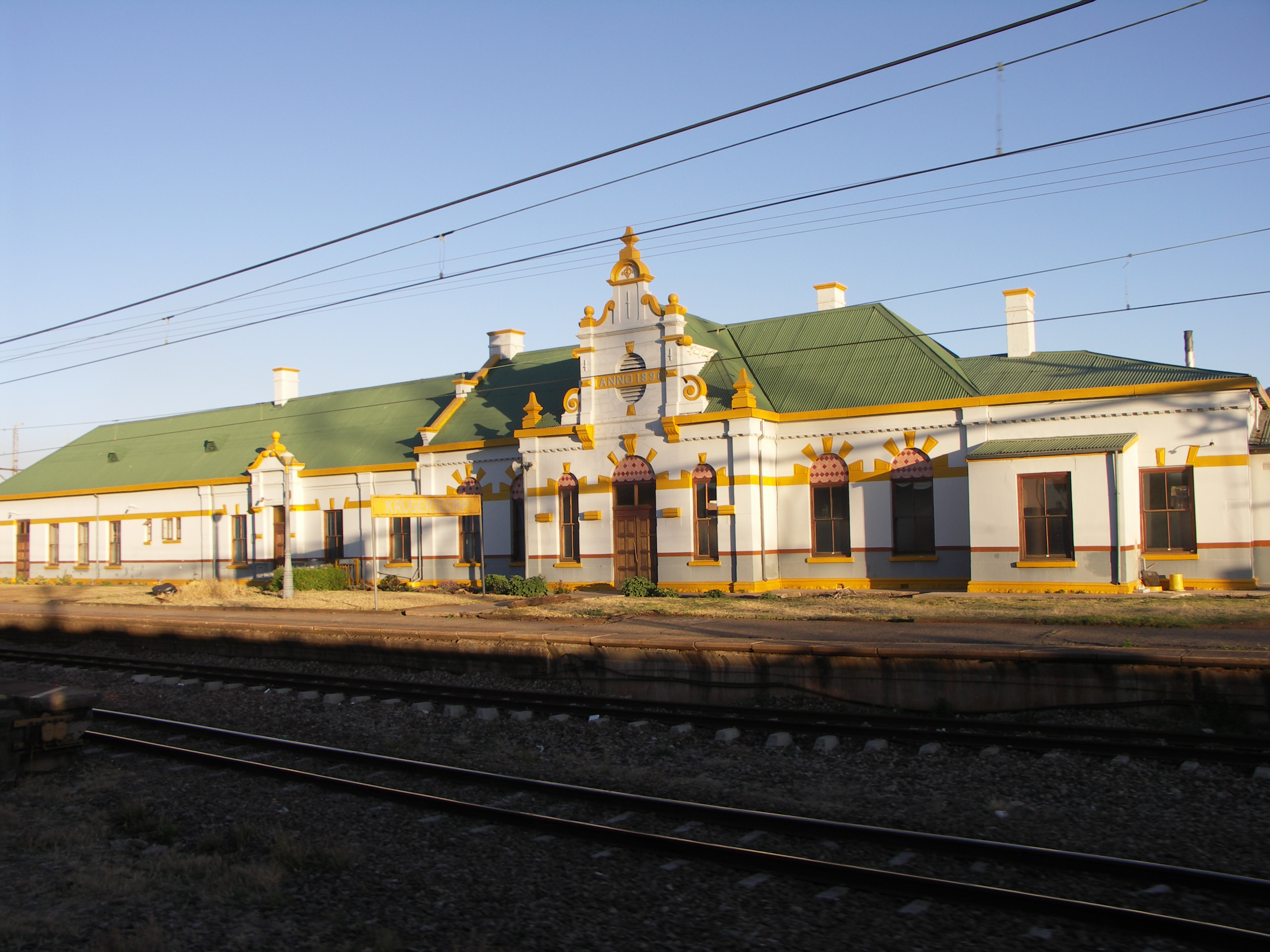
Alter Bahnhof Krugersdorp aus dem Jahre 1897

Nachdem 1886 in Witwatersrand Gold entdeckt wurde, entwickelte sich die Region in der damaligen Transvaal-Republik sehr schnell von einem landwirtschaftlich geprägten Gebiet zu einem Industrie-Standort. Die ersten Vorortszüge verkehrten auf der von der Nederlandsch-Zuid-Afrikaansche Spoorwegmaatschappij (NZASM) am 17. März 1890 für den Transport von Kohle eröffneten Strecke Braamfontein–Boksburg, die als Rand Tram bezeichnet wurde. Die Strecke wurde bereits im Oktober 1890 von Boksburg nach Springs verlängert und im Februar 1891 von Johannesburg über Roodepoort nach Krugersdorp. Die ursprünglich mit leichtem Oberbau angelegte Strecke wurde ab 1892 mit normalem Oberbau versehen. Es folgten den Ausbau auf Doppelspur und teilweise Dreispur, denn die Strecke war 1900 die verkehrsreichste Eisenbahnstrecke in der Transvaal-Republik, wobei der Abschnitt Johannesburg Park–Germiston am stärksten ausgelastet war. Im Vergleich zu anderen Strecken der NZASM war das Rand Tram mit 81 km Länge relativ kurz, hatte aber wesentlich kleinere Stationsabstände als andere Strecken.
Nachdem im Zweiten Burenkrieg die Briten die Transvaal-Republik erobert hatten, gelangte die NZASM zusammen mit anderen Bahnen in den eroberten Gebieten zu den Imperial Military Railways (IMR), die 1902 in den Central South African Railways (CSAR) des britischen Kolonialreichs aufgingen. Diese wurden wiederum mit der Gründung der Südafrikanischen Union 1910 in die South African Railways eingegliedert.
Mit der im Jahre 1937 begonnenen Elektrifizierung der Vorortsstrecken von Gauteng wurden die mit Dampflokomotiven bespannten Vorortsstrecken durch elektrische Triebzüge abgelöst.
Zur Vorbereitung der Privatisierung der Eisenbahn wurden 1981 unter der Regierung Botha die SAR in den South African Transport Service (SATS) eingegliedert, aus der die Gewinn abwerfenden Teile in die öffentliche Aktiengesellschaft Transnet überführt wurden. Der wenig lukrative Reisezugverkehr wurde bei der South African Rail Commuter Corporation (SARCC) untergebracht, die direkt dem National Department of Transport unterstellt war. SARCC übernahm alle Vermögenswerte in Form von Grundstücken und Immobilien entlang der S-Bahn-Strecken, die sich im Besitz der SATS befanden. Sie sollten möglichst gewinnbringend am Markt abgesetzt werden, mit dem Ziel, den Erlös zur Reduzierung des Betriebsdefizits einzusetzen. Der S-Bahn-Betrieb blieb unter dem Namen Metrorail ein eigener Geschäftsbereich bei der Spoornet, einer Tochtergesellschaft von Transnet, die für den Eisenbahnbetrieb zuständig war.
Im Jahre 1997 wurde Metrorail direkt unter Transnet angesiedelt, wobei Metrorail in Regionen aufgeteilt wurde. In Gauteng entstanden die beiden Regionen Witwatersrand im Süden und Tshwane im Norden. Die Region Witwatersrand umfasste den Großraum Johannesburg mit den Strecken nach Springs, Soweto und Randfontein über Krugersdorp; die Region Tshwane umfasste Pretoria und dessen Vororte. Beide Regionen betrieben Züge, welche die beiden Regionen miteinander verbanden.
2006 kam Metrorail wieder direkt zu SARCC, wobei aus den beiden Regionen Witwatersrand und Tshwane die Region Gauteng entstand. 2009 wurde SARCC in die Passenger Rail Agency of South Africa (PRASA) überführt.

## Fahrzeuge

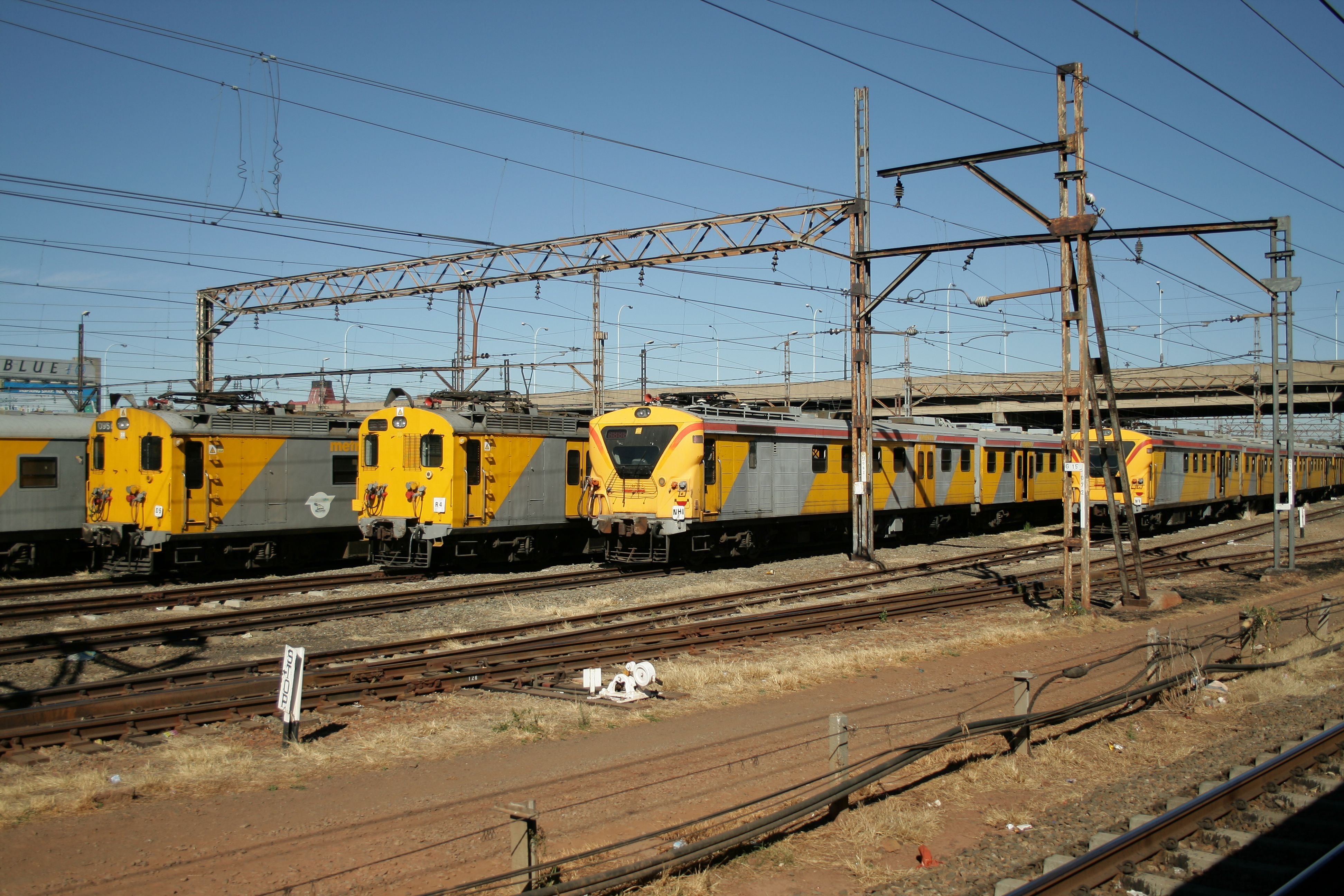
Züge der Metrorail Gauteng im Abstellfeld Braamfontein bei Johannesburg. Links ältere Züge der Baureihe 5M2A, rechts 10M-Züge aus den 2000er Jahren.

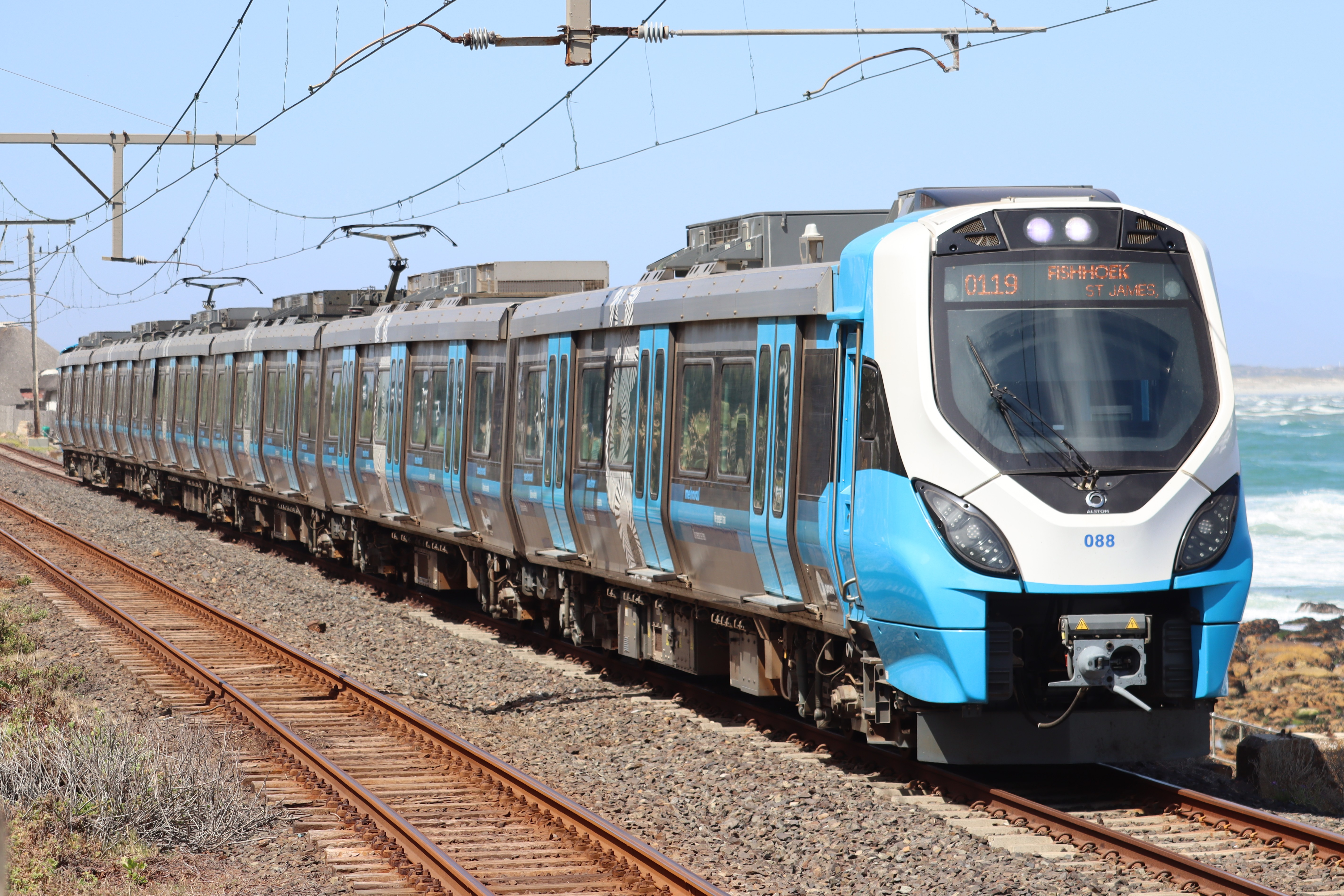
Alstom X’Trapolis Mega

Bei der Metrorail Gauteng kommen elektrische Triebzüge der Baureihen 5M2 und 10M zum Einsatz. Die ersten 5M2 wurden Ende der 1950er Jahre von Metro Cammell in England gebaut und importiert. Spätere Serien wurden von Union Carriage & Wagon (UCW) in Nigel gebaut und 5M2A genannt. Seit Ende der 2000er Jahre werden 10M-Züge mit moderner Kopffront auf Fahrgestellen von am Ende der Lebensdauer angekommenen 5M2 aufgebaut. Die Triebzüge bestehen aus 11 bis 13 Zwischenwagen, die von drei Motorwagen – einer an beiden Enden und einer in der Mitte des Zuges – angetrieben werden.
Eine Serie von 600 neuen aus sechs Wagen bestehenden Triebzügen des Typs X’Trapolis Mega wird vom Konsortium Gibela Rail Transportation ausgeliefert. Das Konsortium besteht aus Alstom und der lokalen Actom, die aus der südafrikanischen Landesgesellschaft GEC hervorging. Die Züge werden in einer neu erstellten Fabrik in Dunnottar endmontiert, das 50 km östlich von Johannesburg liegt. Die Züge sind eine Kapspur-Version der X'Trapolis-Familie von Alstom, wobei Mega für Meterspur steht. Die ersten zwanzig Züge werden in Brasilien gebaut, die restlichen lokal in Südafrika. Die ersten beiden Versuchszüge haben teilweise noch keine Inneneinrichtung. Sie wurden im Dezember 2015 und Anfang 2016 abgeliefert. Die ersten Züge sollten auf den Verbindungen Mabopane–Pretoria and Naledi–Johannesburg in Betrieb genommen werden.

## Betrieb
Die Metrorail Gauteng transportiert etwa 10 % der Pendler in der Region. Das höchste Verkehrsaufkommen ist auf der Kernstrecke zwischen New Canada und Germiston, wo 35 % des Verkehrs in der Region Johannesburg abgewickelt wird. Die Bahnhöfe mit dem höchsten Fahrgastaufkommen sind Johannesburg Park und Germiston.
Die Züge sind oft so überfüllt, dass Fahrgäste außen an der Stirnfront der Fahrzeuge stehend und teilweise auch auf den Dächern mitfahren, was vor allem auf der Verbindung von Pretoria nach Johannesburg sehr häufig vorkommt. Weitere Sicherheitsprobleme sind offene Türen, Personen auf den Gleisen sowie die Kriminalität in den Zügen und auf den Bahnhöfen. Die meisten Fahrgäste stammen aus der jungen, männlichen, erwerbstätigen schwarzen Bevölkerung, Weißen wird aus Sicherheitsgründen von der Benutzung der Metrorail abgeraten.
Infrastruktur und Fahrzeuge sind veraltet – die meisten Triebwagen sind ungefähr 40 Jahre alt, was zu vielen Störungen und Ausfällen führt. Diese wiederum sorgen für Übergriffe auf das Fahrpersonal und Vandalismus an Zügen, die manchmal von wutentbrannten Pendlern angezündet werden. Dies hat zur Folge, dass der Betrieb auf den betroffenen Strecken oft über Tage eingestellt wird, bis sich die Situation wieder beruhigt hat. Trainsurfing kommt häufig vor.
Für die Fahrgäste stehen zwei Wagenklassen zur Verfügung: Metro und Metroplus. In der Metroplus-Klasse gibt es grau gepolsterte Kunststoffsitze, in der Metro-Klasse harte Längsbänke aus Kunststoff. Im Jahre 2010 kostete die Monatskarte auf der Strecke Johannesburg–Naledi 79 Rand in der Metro-Klasse und 180 Rand in der Metroplus-Klasse. Die Einzelfahrt kostete 4 Rand in der Metro-Klasse. Die Kontrolle der Fahrkarten erfolgt mittels Zugangssperren mit Drehkreuzen an den Bahnhöfen.
Die Züge verfügen über keine Routentafeln. Die Fahrgäste müssen sich anhand des Fahrplans und der an der Frontseite angezeigten Nummer des Zuges über dessen Fahrtziel orientieren.

### Unfälle
- 14. Juli 2005: Auffahrunfall in Merafe, 162 Verletzte[17]
- 20. Mai 2011: Auffahrunfall in Soweto, 835 Verletzte[18]
- 8. April 2011: Kollision auf der Strecke Mabopane–Pretoria, ungefähr 200 Verletzte, 1 Toter[19]
- 31. Januar 2013: Auffahrunfall in der Nähe von Saulsville, ungefähr 200 Verletzte[20]
- 3. Januar 2014: Entgleisung eines Zuges auf der Strecke Pretoria–Johannesburg, 15 Verletzte[21]
- 28. April 2015: Auffahrunfall in Denver, 92 Verletzte, 1 Toter[22]
- 15. Juni 2015: Entgleisung bei Doornfontein, 6 Verletzte
- 17. Juli 2015: Auffahrunfall bei Booysens, 239 Verletzte, Ursache war ein Fehler in der Signalanlage[23]
- 23. Oktober 2015: aufgrund eines technischen Defekts bricht Panik aus, Fahrgäste springen aus dem fahrenden Zug, ungefähr 80 Verletzte[24]